# سالافات
سالافات (بالروسية: Салават) هي إحدى مدن روسيا في الكيان الفدرالي الروسي باشكورتوستان.